# Ернестинув (Люблінське воєводство)
Ернестинув (пол. Ernestynów) — село в Польщі, у гміні Серокомля Луківського повіту Люблінського воєводства.
Населення — 148 осіб (2011).
У 1975-1998 роках село належало до Седлецького воєводства.

## Демографія
Демографічна структура станом на 31 березня 2011 року:
|          | Загалом | Допрацездатний вік | Працездатний вік | Постпрацездатний вік |
| -------- | ------- | ------------------ | ---------------- | -------------------- |
| Чоловіки | 78      | 15                 | 51               | 12                   |
| Жінки    | 70      | 11                 | 42               | 17                   |
| Разом    | 148     | 26                 | 93               | 29                   |